# SegWit
Segregated Witness, of SegWit, is een verbetering in de indeling van transacties binnen een bitcoin-transactieblok. SegWit verhoogt de transactieverwerkingssnelheid van bitcoin door transactie-informatie te scheiden (segregatie) van de digitale ondertekening. Fraude uitgevoerd door modificatie van transacties wordt ook door SegWit voorkomen. De ondertekening is de getuigenis van de transactie, vandaar de naam "witness".
Deze verbetering is ook geïmplementeerd in ander cryptogeld zoals litecoin, digibyte, vertcoin en groestlcoin. De beschrijving van de wijziging is gecategoriseerd onder BIP141.

## Blockchain
Bitcointransacties worden beveiligd door gebruik te maken van cryptografie. Een groep transacties vormt samen een blok. Elk blok wordt door middel van een cryptografische hash gebaseerd op het vorige blok. Op die manier ontstaat een ketting van opeenvolgende blokken, de blockchain.

## Transacties
Een bitcoin bestaat uit 100.000.000 satoshi. Satoshi is de kleinste rekeneenheid in bitcoin, zoals bijvoorbeeld de eurocent de kleinste rekeneenheid is van de euro. Elke transactie in een blok in bitcoin bevat informatie over wie hoeveel satoshi verzendt en wie het ontvangt. Ook bevat een blok informatie over welke transacties door wie zijn ondertekend.

## SegWit in meer detail
SegWit verbergt de blokgrootte door de limiet te wijzigen van 1 megabyte naar 1 mega "eenheden" waardoor dit een soft fork is; het werkt goed samen met het bestaande bitcoinnetwerk. De "witness" informatie, of wel de ondertekening van een transactie, wordt gescheiden van de hash-boom met informatie over wie hoeveel satoshi verzendt en wie ze ontvangt. De "witness" informatie wordt verplaatst naar het einde en elke byte van deze informatie wordt als een kwart unit gerekend. Dit heeft als effect dat de gemiddelde grootte van een blok is opgerekt naar ongeveer 1.8 MB in plaats van 1 MB zonder dat het bestaande bitcoinprotocol aangepast hoefde te worden. Zo kunnen de transacties met het bestaande bitcoinnetwerk worden verwerkt.
Door de ondertekening uit de hash-boom te halen is ook het ondertekenfraude probleem opgelost omdat ze door segregatie buiten de hash-boom niet meer wijzigbaar zijn. Hiermee zijn transactie-IDs ook niet meer gevoelig voor fraude en dit maakt het gebruik van het Lightning Network in combinatie met bitcoin een stuk veiliger. Het Lightning Network is bedoeld om micropayments buiten bitcoin om snel uit te kunnen voeren, waarbij alleen de transactie-ID en de begin- en eindtijd van de transactie in bitcoin wordt vastgelegd.

## Geschiedenis

### Een DoS aanval op bitcoin
In het begin zat er geen limiet op de grootte van een blok. Er zijn mensen geweest die het bitcoinnetwerk hebben proberen te vertragen door het maken van heel grote neptransacties. Door de cryptografie in bitcoin, kost het herkennen van die hele grote neptransactie veel rekentijd. En doordat transacties op volgorde worden verwerkt, vertraagt daarmee de verwerking van legitieme transacties. Het concept van nepverwerkingsverzoeken sturen die de verwerking van legitieme verzoeken vertraagt noemt men in de computerwereld Denial of Service (DoS) aanval, en wordt ook buiten bitcoin gebruikt voor bijvoorbeeld het aanvallen van websites.

### Blokgroottebeperking
Om dit soort aanvallen sneller de baas te worden, besloot Satoshi in 2010 de blokgrootte te beperken tot 1 MB. Hierdoor werden grote nepblokken direct geïdentificeerd en werd het netwerk nauwelijks vertraagd.

### Schaalbaarheid
Door de limiet van 1 MB en doordat bitcoin steeds populairder wordt, werd bitcoin ook steeds trager. Dit komt door het ontwerp van bitcoin; elke 10 minuten komt er slechts 1 blok bij. Dus ook maar 1 MB aan opslag waarin alle transacties, scripts en ondertekeningen die wereldwijd gedaan zijn in moeten komen. Met de limiet van 1 MB per blok was bitcoin dus niet meer schaalbaar.
Er kwamen daarom verschillende verbetervoorstellen. Veel daarvan adviseerden om alles weg te gooien en opnieuw te beginnen. Een voorbeeld daarvan was FlexTrans waarmee via een model vergelijkbaar met HPACK transacties kleiner werden. Dit werkt echter niet samen met het bestaande bitcoinnetwerk, en zou dus, in vaktermen, een hard fork vereisen. Dat betekent zo veel als; helemaal opnieuw beginnen, ook met het opbouwen van een gebruikersgemeenschap.
Een gemeenschap van de grond af opnieuw opbouwen is heel lastig, daarom is er gezocht naar mogelijkheden om verder te bouwen op het bestaande netwerk. SegWit is een uitkomst daarvan en onderdeel van de oplossing.

### Transactiefraude
Een ander probleem dat bitcoin had was transactiefraude. Ondanks dat de transactie is ondertekend was de transactie zelf niet versleuteld in de digitale handtekening. Ook werd er niet gecontroleerd of de handtekening bij de transactie hoort. Dit gaf diverse mogelijkheden om satoshi te ontvreemden of te verliezen. Er draaide wel al software op het bitcoinnetwerk die een succesvolle aanval onwaarschijnlijk maakte maar het onderliggende probleem was nog niet opgelost.

## Tijdlijn
Tijdlijn:
- 21 juli 2017 werd BIP91 onomkeerbaar, dat betekent dat Segregated Witness werkt vanaf bitcoinblok nummer 477.120.
- 8 augustus 2017 ondersteunen alle bitcoin mininers SegWit.
- 21 augustus 2017 mogen nieuwe transacties die geen gebruik maken van SegWit worden geweigerd.
- 24 augustus 2017: Segregated Witness is geactiveerd.[12]

### Gerelateerde bitcoinverbetervoorstellen (BIP)
- (en) BIP91 Een stemmachine die telt of gebruikers voor Segwit zijn - status: inactief, heeft zijn werk gedaan tot 24 augustus 2017
- (en) BIP141 Segregated Witness basislaag – status: actief sinds 24 augustus 2017
- (en) BIP142 Een beschrijving van de transactie-indeling voor Segregated Witness, status: ingetrokken en vervangen door BIP173
- (en) BIP143 Een beschrijving hoe de transactie-ondertekening moet worden gecontroleerd, onderdeel van versie 0 van het Witness Program – status: actief sinds 24 augustus 2017
- (en) BIP144 Segregated Witness (Peer Services) – status: actief sinds 24 augustus 2017
- (en) BIP148 Dit is het mandaat om BIP141, 143, 144 te activeren.
- (en) BIP173 Een gebruikersvriendelijke manier om rekeningnummers op te schrijven: Bech32 – status: actief